# 전라남도고흥평생교육관
전라남도고흥평생교육관(全羅南道高興平生敎育館)은 주민의 다양한 교육욕구를 수용하고 평생교육을 통한 삶의 질을 향상하기 위하여 전라남도교육청 산하에 설치된 소속기관이다.